# Adolf I. Fridrich
Adolf I. Fridrich (švédsky: Adolf Fredrik, německy: Adolph Friedrich; 14. května 1710 – 12. února 1771) byl králem Švédska od roku 1751 až do své smrti.

## Biografie

### Původ, mládí
Adolf I. Fridrich pocházel z německého rodu Holstein-Gottorp. Narodil se jako druhý syn Kristiána Šlesvicko-Holštýnsko-Gottorpského a jeho manželky Albertiny von Baden-Durlach. Jeho matka byla pravnučkou Kateřiny Švédské, dcery švédského krále Karla IX. Se švédským královským domem byl spojen i přes svého strýce Fridricha IV. Šlesvicko-Holštýnsko-Gottorpského, jenž byl švagrem švédského krále Karla XII. jako manžel jeho sestry Hedviky Žofie.
V letech 1727–1750 byl knížetem-biskupem lübeckým a poručníkem neplnoletého vévody holštýnského Karla Petra Ulricha (pozdějšího ruského cara Petra III.). V roce 1743 ho strana klobouků vybrala a švédský Riksdag zvolil za nástupce švédského trůnu. Poté, co 25. března roku 1751 zemřel král Frederik I., nezůstaviv žádného legitimního potomka a následníka, se ujal vlády a korunován králem byl 26. listopadu 1752.

### Král
Za jeho panování prakticky úplně vláda spočívala v rukou Riksdagu. V roce 1755 se pokusil s pomocí své manželky Luisy Ulriky Pruské, sestry pruského krále Fridricha Velikého posílit svou pozici, ale taktak nepřišel o trůn úplně. V roce 1766 vládu převzala strana čapek, jež usilovala moc krále minimalizovat. V roce 1769 na štěstí pro krále vládu získala zpět umírněnější strana klobouků.

### Manželství, potomci
17. července roku 1744 se v Berlíně zasnoubil s pruskou princeznou Luisou Ulrikou Pruskou (1720–1782), dcerou pruského krále Fridricha Viléma I. a jeho manželky Žofie Dorotey Hannoverské. Svatba se uskutečnila v paláci Drottningholm ve Švédsku 29. srpna roku 1744. Z jejich manželství vzešlo pět potomků, kromě prvního potomka se všichni dožili dospělosti:
- 1. syn (*/† 18. 2. 1745 Stockholm)[2]
- 2. Gustav III. (24. 1. 1746 Stockholm – 29. 3. 1792 tamtéž), král Švédska v letech 1771–1792[3]
⚭ 1766 Žofie Magdalena Dánská (3. 7. 1746 Kodaň – 21. 8. 1813 Solna), rodem dánská princezna[4]
- 3. Karel XIII. (7. 10. 1748 Stockholm – 5. 2. 1818 tamtéž), král Švédska v letech 1809–1818 a Norska 1814–1818
⚭ 1774 Hedvika Šlesvicko-Holštýnsko-Gottorpská (22. 3. 1759 Eutin – 20. 6. 1818 Stockholm)[5]
- 4. Fridrich Adolf (18. 7. 1750 Drottningholm – 12. 12. 1803 Montpellier), vévoda ze Östergötlandu, zemřel svobodný, ale měl pravděpodobně několik mimomanželských dětí[6]
- 5. Žofie Albertina (8. 10. 1753 Stockholm – 17. 3. 1829 tamtéž), poslední abatyše kláštera v Quedlinburgu[7]

Adolf Fridrich byl měkké a dobrosrdečné povahy, nerozhodný a netečný, jeho oblíbenou činností bylo zhotovování tabatěrek. Oproti tomu jeho manželka Luisa Ulrika byla povahy výbušné a samolibé; díky tomu ho zcela podřídila své vůli.

### Smrt
Král zemřel 12. ledna roku 1771 na srdeční mrtvici, která ho ranila po opulentní večeři: zkonzumoval tehdy humra, kaviár, uzené sledě, kysané zelí, zelnou polévku, šampaňské a čtrnáct porcí svého oblíbeného desertu – semla (tradiční švédský moučník – kulatá bulka z bílého těsta, plněná sladkou nádivkou), máčených v horkém mléce. (Švédským školním dětem je připomínán jako král, který se ujedl k smrti.) V posledních okamžicích života ho na rukou držel jeho ministr Axel von Fersen. Pochován byl v kostele Riddarholmen, v místě posledního odpočinku švédských králů.

### Odkaz
Adolf I. Fridrich započal se stavbou kostela Adolfa Fridricha (Adolf Fredriks kyrka) ve Stockholmu. Dnes je vzpomínán především proto, že jeho dílem bylo zrušení cenzury ve Švédsku v roce 1766.
Třebaže byl považován za slabého vládce, závislého na jiných, byl dobrým manželem a otcem; vedl aktivní život rodinný i společenský a byl milovníkem umění. Jako dobrosrdečný člověk a vzorný manžel se těšil lásce svých poddaných a jeho smrt vyvolala všeobecný smutek a žal.

## Vývod z předků
|                     |                                          |  |                                |                                     |  |  |  |  |  |  |  | Jan Adolf Holštýnsko-Gottorpský |
|                     |                                          |  |                                |                                     |  |  |  |  |  |  |  |                                 |
|                     | Fridrich III. Holštýnsko-Gottorpský      |  |                                |                                     |  |  |  |  |  |  |  |                                 |
|                     |                                          |  |                                |                                     |  |  |  |  |  |  |  |                                 |
|                     |                                          |  |                                | Augusta Dánská                      |  |  |  |  |  |  |  |                                 |
|                     |                                          |  |                                |                                     |  |  |  |  |  |  |  |                                 |
|                     | Kristián Albrecht Holštýnsko-Gottorpský  |  |                                |                                     |  |  |  |  |  |  |  |                                 |
|                     |                                          |  |                                |                                     |  |  |  |  |  |  |  |                                 |
|                     |                                          |  |                                | Jan Jiří I. Saský                   |  |  |  |  |  |  |  |                                 |
|                     |                                          |  |                                |                                     |  |  |  |  |  |  |  |                                 |
|                     | Marie Alžběta Saská                      |  |                                |                                     |  |  |  |  |  |  |  |                                 |
|                     |                                          |  |                                |                                     |  |  |  |  |  |  |  |                                 |
|                     |                                          |  |                                | Magdalena Sibylla Pruská            |  |  |  |  |  |  |  |                                 |
|                     |                                          |  |                                |                                     |  |  |  |  |  |  |  |                                 |
|                     | Kristián August Holštýnsko-Gottorpský    |  |                                |                                     |  |  |  |  |  |  |  |                                 |
|                     |                                          |  |                                |                                     |  |  |  |  |  |  |  |                                 |
|                     |                                          |  |                                | Kristián IV. Dánský                 |  |  |  |  |  |  |  |                                 |
|                     |                                          |  |                                |                                     |  |  |  |  |  |  |  |                                 |
|                     | Frederik III. Dánský                     |  |                                |                                     |  |  |  |  |  |  |  |                                 |
|                     |                                          |  |                                |                                     |  |  |  |  |  |  |  |                                 |
|                     |                                          |  |                                | Anna Kateřina Braniborská           |  |  |  |  |  |  |  |                                 |
|                     |                                          |  |                                |                                     |  |  |  |  |  |  |  |                                 |
|                     | Frederika Amálie Dánská                  |  |                                |                                     |  |  |  |  |  |  |  |                                 |
|                     |                                          |  |                                |                                     |  |  |  |  |  |  |  |                                 |
|                     |                                          |  |                                | Jiří Brunšvicko-Lüneburský          |  |  |  |  |  |  |  |                                 |
|                     |                                          |  |                                |                                     |  |  |  |  |  |  |  |                                 |
|                     | Žofie Amálie Brunšvická                  |  |                                |                                     |  |  |  |  |  |  |  |                                 |
|                     |                                          |  |                                |                                     |  |  |  |  |  |  |  |                                 |
|                     |                                          |  |                                | Anna Eleonora Hesensko-Darmstadtská |  |  |  |  |  |  |  |                                 |
|                     |                                          |  |                                |                                     |  |  |  |  |  |  |  |                                 |
| 'Adolf I. Fridrich' |                                          |  |                                |                                     |  |  |  |  |  |  |  |                                 |
|                     |                                          |  |                                |                                     |  |  |  |  |  |  |  |                                 |
|                     |                                          |  | Fridrich V. Bádensko-Durlašský |                                     |  |  |  |  |  |  |  |                                 |
|                     |                                          |  |                                |                                     |  |  |  |  |  |  |  |                                 |
|                     | Fridrich VI. Bádensko-Durlašský          |  |                                |                                     |  |  |  |  |  |  |  |                                 |
|                     |                                          |  |                                |                                     |  |  |  |  |  |  |  |                                 |
|                     |                                          |  |                                | Barbora Württemberská               |  |  |  |  |  |  |  |                                 |
|                     |                                          |  |                                |                                     |  |  |  |  |  |  |  |                                 |
|                     | Fridrich VII. Bádensko-Durlašský         |  |                                |                                     |  |  |  |  |  |  |  |                                 |
|                     |                                          |  |                                |                                     |  |  |  |  |  |  |  |                                 |
|                     |                                          |  |                                | Kazimír Falcko-Zweibrückenský       |  |  |  |  |  |  |  |                                 |
|                     |                                          |  |                                |                                     |  |  |  |  |  |  |  |                                 |
|                     | Kristýna Magdalena Falcko-Zweibrückenská |  |                                |                                     |  |  |  |  |  |  |  |                                 |
|                     |                                          |  |                                |                                     |  |  |  |  |  |  |  |                                 |
|                     |                                          |  |                                | Kateřina Švédská                    |  |  |  |  |  |  |  |                                 |
|                     |                                          |  |                                |                                     |  |  |  |  |  |  |  |                                 |
|                     | Albertina Frederika Bádensko-Durlašská   |  |                                |                                     |  |  |  |  |  |  |  |                                 |
|                     |                                          |  |                                |                                     |  |  |  |  |  |  |  |                                 |
|                     |                                          |  |                                | Jan Adolf Holštýnsko-Gottorpský     |  |  |  |  |  |  |  |                                 |
|                     |                                          |  |                                |                                     |  |  |  |  |  |  |  |                                 |
|                     | Fridrich III. Holštýnsko-Gottorpský      |  |                                |                                     |  |  |  |  |  |  |  |                                 |
|                     |                                          |  |                                |                                     |  |  |  |  |  |  |  |                                 |
|                     |                                          |  |                                | Augusta Dánská                      |  |  |  |  |  |  |  |                                 |
|                     |                                          |  |                                |                                     |  |  |  |  |  |  |  |                                 |
|                     | Augusta Marie Holštýnsko-Gottorpská      |  |                                |                                     |  |  |  |  |  |  |  |                                 |
|                     |                                          |  |                                |                                     |  |  |  |  |  |  |  |                                 |
|                     |                                          |  |                                | Jan Jiří I. Saský                   |  |  |  |  |  |  |  |                                 |
|                     |                                          |  |                                |                                     |  |  |  |  |  |  |  |                                 |
|                     | Marie Alžběta Saská                      |  |                                |                                     |  |  |  |  |  |  |  |                                 |
|                     |                                          |  |                                |                                     |  |  |  |  |  |  |  |                                 |
|                     |                                          |  |                                | Magdalena Sibylla Pruská            |  |  |  |  |  |  |  |                                 |
|                     |                                          |  |                                |                                     |  |  |  |  |  |  |  |                                 |